# 제58회 베를린 국제 영화제
제58회 베를린 국제 영화제는 2008년 2월 7일에 열린 시상식이다.

## 수상 및 후보

### 황금곰상
- 엘리트 스쿼드 - 호세 파딜라 수상

### 은곰상:심사위원대상
- 스탠다드 오퍼레이팅 프러시저 - 에롤 모리스 수상

### 은곰상:감독상
- 데어 윌 비 블러드 - 폴 토마스 앤더슨 수상

### 은곰상:여자연기자상
- 해피 고 럭키 - 샐리 호킨스 수상

### 은곰상:남자연기자상
- 참새들의 합창 - 모하마드 아미르 나지 수상

### 은곰상:각본상
- 인 러브 위 트러스트 - 왕 샤오슈아이 수상

### 은곰상:예술공헌상
- 데어 윌 비 블러드 - 조니 그린우드 수상

### 황금곰상:단편영화상
- 수영하기 좋은 날 - 보그단 무스타타 수상

### 황금곰상:명예황금곰상
- 프란체스코 로시 수상

### 은곰상:단편영화상
- 분필 - 싯다르트 신야 수상

### 은곰상:알프레드 바우어상
- 레이크 타호 - 페르난도 에임브케 수상

### 베를린카메라상
- 오토 샌더 수상
- 칼하인즈 봄 수상

### Deutsches Kinderhilfswerk:대상
- 고 웨스트! 럭키 루크의 모험 - 올리비에 쟝 마리 수상

### Deutsches Kinderhilfswerk:특별상
- 마이 엉클 러브드 더 컬러 옐로우 - 매츠 올로프 올슨 수상

### Deutsches Kinderhilfswerk상:특별언급
- 무툼 - 산드라 코구트 수상
- 포스트! - 크리스티안 래스무슨 외 1명 수상

### DAAD 단편영화상
- 인 더 씸 - 올가 포포바 수상

### UIP베를린상
- 프랭키 - 다렌 쏜톤 수상

### 경쟁부문
- 밸러스트 - 랜스 해머
- 밤과 낮 - 홍상수
- 당신을 오랫동안 사랑했어요 - 필립 클로델
- 참새들의 합창 - 마지드 마지디
- 달링! 더 피터-더크 유이스 스토리 - 줄리안 쇼
- They're living happily ever after. The Children of Golzow - 빈프리드 융에
- 더 엑사일즈 - 켄트 맥켄지
- 이프 원 씽 매터스: 필름 어바웃 울프강 틸맨스 - 헤이코 칼름바치
- 더 무즐드 호스 오브 언 엔지니어 인 서치 오브 매케니컬 새들스 - 카븐
- 마이 브라더스 웨딩 - 찰스 버넷
- 시민 하벨 - 파벨 코우테키
- 원더풀 타운 - 아딧야 아사랏
- WR 유기체의 신비 - 두샨 마카베예프
- 공원과 러브호텔 - 구마사카 이즈루
- 발릭바얀 박스 - 레이몬 메즈 드 구즈먼
- 엘 카미노 - 이슈타르 야신 구티에레즈
- 코리더 No. 8 - 보리스 데스포도프
- 코로보리 - 벤 핵워스
- 커렉션 - 타노스 안나스토폴로스
- Divizionz - Yes! That뭩 Us
- 플립핑 아웃 - 요아브 샤밀
- 더 인피니트 보더 - 후안 마누엘 세풀베다
- 신 인간 개 - 천 싱잉
- 할매꽃 - 문정현
- 그린 포르노 - 이사벨라 로셀리니
- Higurasi - 히로스에 히로마사
- 보이지 않는 도시 - 탄 핀핀
- 레오 - 요제프 파레스
- 루스 오너먼탈 - 헤인즈 에미그홀즈
- 마프라우자/코어 - 엠마뉴엘 드모리스
- 손뼉 치고 주먹 쿵쿵 - 타카하시 이즈미
- 마이 위니펙 - 가이 매딘
- 너바나 - 이고르 볼로신
- Paruthi Veeran - 아미어 슐탄
- Le premier venu - Jacques Doillon
- Regarde-moi - Elisabeth Aubert Schlumberger
- 모스니의 해변 - 폴 로우리
- 샤히다 - 나탈리 애솔라인
- 아들의 소망 - 벤자민 길모어
- 사우스 메인 - 켈리 파커
- 미식촌 - 가오 원동
- 썸머 북 - 세이피 테오만
- 라 테라마드레 - 넬로 라 마르카
- 새총 - 브리얀테 멘도사
- 톤도 사람들 - 짐 리비란
- 붉은 군대 - 와카마츠 코지
- 빅토와르 터미너스, 킨샤사 - 플로렝 드 라 툴라예 외 1명
- 야스쿠니 - 리잉
- 천사의 황홀 - 와카마츠 코지
- 전진 전진 두번째의 처녀 - 와카마츠 코지
- 벽속의 비사 - 와카마츠 코지
- 던스트 - 안소니 첸
- 멈블러 - 마크 제임스 로엘스
- 트레이시스 - 레이첼 지저
- 지칸티 - 파비오 몰로
- Three of Us - 우메쉬 쿨카르니
- 드레즈니카 - 애나 아제비도
- 본 메르 - 막심 데스몬스
- 숲으로의 여행 - 요른 슈태거
- 케이 - 피어스 톰슨
- 화이트 호스 - 매리안 델레오 외 1명
- 나이트스틸 - 엘크 그로엔
- Black Cabinet - Christine Rebet
- 여행 - 해리 우리프
- impermanent - Mario Rizzi
- Inventur-Metzstrasse 11 - 젤리미르 질닉
- Kizi Mizi - Mariusz Wilczynski
- 토미 - 토라 마텐스
- Shooting Geronimo - Kent Monkman
- 성에 대한 뒷담화 - 시그네 바우만
- 타르지우 - 폴 네고스쿠
- 서페이스 - 루이 자비에르
- 노 바디 - 베렌 블란코
- 스츠몰린스키 - 줄리어스 오나
- Second Hand Sale - Temur Butikashvili
- 에리카 래바우: 퍽크 오브 베를린 - 샘슨 비센트
- 엘레지 - 이자벨 코이젯트
- 분필 - 싯다르트 신야
- 스탠다드 오퍼레이팅 프러시저 - 에롤 모리스
- 데어 윌 비 블러드 - 폴 토마스 앤더슨
- 해피 고 럭키 - 마이크 리
- 수영하기 좋은 날 - 보그단 무스타타
- 프랭키 - 다렌 쏜톤
- 인 더 씸 - 올가 포포바
- 고 웨스트! 럭키 루크의 모험 - 올리비에 쟝 마리
- 마이 엉클 러브드 더 컬러 옐로우 - 매츠 올로프 올슨
- 무툼 - 산드라 코구트
- 포스트! - 크리스티안 래스무슨 외 1명
- 나이트 비포 아이즈 - 브리기테 베르텔레